# Gare de Grésy-sur-Aix
Gare de Grésy-sur-Aix vasútállomás Franciaországban, Grésy-sur-Aix településen.

## Vasútvonalak
Az állomást az alábbi vasútvonalak érintik:
- Aix-les-Bains-Annemasse-vasútvonal

## Kapcsolódó állomások
A vasútállomáshoz az alábbi állomások vannak a legközelebb:
- Gare d’Aix-les-Bains-Le Revard
- Gare d’Albens